# Lucien Cornet
Pour les articles homonymes, voir Cornet.
Lucien Cornet est un homme politique français né le 1er mars 1865 à Paris et mort le 26 juin 1922 à Paris.

## Biographie
Fils d'artisans, il est d'abord représentant en produits chimiques, puis monte  un commerce d'engrais à Sens. Il est à partir de 1889 le président du syndicat agricole de l'Yonne.
Conseiller municipal de Sens en 1892, il en devient maire l'année suivante et reste en poste jusqu'à son décès. Il fait construire l'actuel hôtel de ville, ainsi que la Caisse d'épargne. Il est membre de la Commission supérieure des caisses d'épargne et du Conseil supérieur de l'Agriculture.
Il est élu député en 1896, lors d'une élection partielle, et siège au groupe radical-socialiste. Il est secrétaire de la Chambre en 1905. Il est élu sénateur en 1909 et s'inscrit au groupe de la Gauche démocratique. De 1915 à 1918, il est secrétaire du Sénat. Il  propose plusieurs résolutions visant à modifier le règlement de la Chambre des députés afin d'instaurer un pointage de la présence des députés en séance.

## Sources
- « Lucien Cornet », dans le Dictionnaire des parlementaires français (1889-1940), sous la direction de Jean Jolly, PUF, 1960 [détail de l’édition]